# Канзас
Ка́нза́с (ударение в названии может падать как на первый, так и на последний слог; англ. Kansas, американское произношение: [ˈkænzəs] (слушать)о файле) — штат в центральной части США, один из штатов Среднего Запада. Население — 2 940 865 человек (2020). Столица — город Топика. Крупнейший город — Уичито. Штат также называют «житницей Америки»: он лидирует среди штатов по выращиванию пшеницы. Цветок штата — подсолнух, дерево штата — тополь. Девиз — «К звёздам через тернии» (лат. Ad astra per aspera). На языке индейцев, населявших Канзас, название штата означает «люди южного ветра». Штат, большая часть которого занята Великими равнинами, граничит с Небраской на севере, Миссури — на востоке, Оклахомой — на юге и Колорадо — на западе. Крупнейшие реки региона Миссури и Арканзас относятся к бассейну крупнейшей реки Северной Америки — Миссисипи.

## История
В 1541 году в пределах будущего Канзаса появился испанский конкистадор Франсиско Васкес де Коронадо, безуспешно искавший в этих краях мифические «семь лузитанских городов».
В XVII веке в восточные регионы будущего Канзаса с территории нынешних штатов Кентукки и Миссури переселились народы канза (кау) и осейджи, а на запад региона пришли бежавшие из Нью-Мексико под давлением испанских колонизаторов немногочисленные индейцы-зуни (более известные как пуэбло).
В 1681—1682 годах французский исследователь Робер Кавелье де ла Саль проплыл через Канзас вниз по Миссисипи.
В XVIII веке здесь побывали французские исследователи Этьен Веньяр де Бургмон (1724 год) и другие. Французами был основан форт Каваньяль (Fort de Cavagnal), ставший самым западным фортом колонии Луизианы. Его комендантом был Франсуа Кулон де Вилье (François Coulon de Villiers), брат Луи Кулона де Вилье, который в ходе Семилетней войны принудил к сдаче в плен самого Джорджа Вашингтона. В 1763 году, после окончания Семилетней войны, земли Луизианы (и Канзаса в том числе) перешли под контроль Испании. Французы покинули Форт Де Каваньяль после уступки Луизианы испанцам. Франция вернула себе колонию Луизиану лишь на рубеже XVIII—XIX веков, но уже в 1803 году Наполеон I продал её Соединенным Штатам Америки.
В июне 1804 года через Канзас проследовала экспедиция Льюиса и Кларка — первых американских исследователей, посетивших данный регион. В 1819 году здесь побывал Стивен Гарриман Лонг.
По подписанному в 1819 году договору между США и Испанией (известному как «Договор Адамса — Ониса») юго-западная часть Канзаса (южнее реки Арканзас) отошла к Испанской Мексике и снова стала американской лишь после окончания в 1848 году Американо-мексиканской войны.
Основанный в 1827 году Форт Ливенворт был первым долговременным опорным пунктом американцев в Канзасе.
В 1832 году в Канзас переселились 687 индейцев-вайандотов из Огайо. И здесь появилось поселение Вайандот. В 1853 году канзасские индейцы стали гражданами США. 26 июля 1853 г. губернатором территории Небраска (включавшей Канзас) был избран вайандот Вильям Уокер (William Walker): ему отдали свои голоса канзасцы как индейской, так и белой расы. Уокер и его избиратели лоббировали прохождение через Канзас Тихоокеанской ж. д. Федеральное правительство объявило избрание Уокера недействительным.
Когда Канзасско-Небрасским актом (30 мая 1854 года) территория Канзас была официально открыта для массовых переселений, между Севером и Югом развернулась борьба (подчас кровавая) за аболиционистский (free state) либо рабовладельческий (slave state) статус Канзаса.
29 января 1861 года Канзас стал 34-м штатом США. В годы перед Гражданской войной Канзас сделался ареной жесточайшей борьбы сторонников и противников рабства. Строительство железных дорог после Гражданской войны сделало Абилин и Додж-Сити крупными станциями погрузки скота, перегоняемого из Техаса.

## География и климат
На востоке Канзас граничит со штатом Миссури, на западе — с Колорадо, на севере — со штатом Небраска, на юге — со штатом Оклахома. Площадь — 213 096 км². Административно Канзас разделён на 105 округов.
Климат Канзаса континентальный, с прохладной (иногда — холодной) зимой и жарким летом. Расположенный на Среднем Западе, штат часто испытывает резкие перемены погоды и перепады температур, поскольку не защищён как от вторжений холодного воздуха из Канады, так и от тёплого из более южных регионов и с Мексиканского залива. При столкновении этих воздушных масс образуются очень контрастные атмосферные фронты, возникают торнадо (Канзас находится в так называемой «Аллее торнадо»).
Средняя годовая температура по штату — +13 °C. Абсолютный максимум +49 °C зафиксирован близ Олтона (Alton) 24 июля 1936 г. Абсолютный минимум −40 °C отмечался в Лебаноне (Lebanon) 13 февраля 1905 г.
Средняя температура января −2..-4 °C (средний дневной максимум +2..+6 °C, ночной минимум −6..-9 °C).
Средняя температура июля +26..+27 °C (средний дневной максимум +32..+34 °C, ночной минимум +19..+21 °C).
Среднее годовое количество осадков уменьшается от 1000 мм на юго-востоке до 400 мм на западе (в городе Уичито выпадает 772 мм в год). В отдельные годы случаются засухи. Около 3/4 годовой нормы осадков выпадает с апреля по сентябрь.
Додж-Сити (Dodge City) считается одним из самых ветреных мест в США — средняя скорость ветра — 14 миль в час (6,4 м/с).
Растительность степная и лесостепная.

## Население
По данным Бюро переписи населения США, на 1 июля 2011 года население Канзаса составляет 2 871 238 человек; прирост по сравнению с показателем переписи 2010 года составил 0,64 %. По данным переписи 2000 года, расовый состав населения штата был следующий: белые (91,91 %), афроамериканцы (6,41 %), коренные американцы (1,78 %), азиаты (2,1 %), гавайцы и океанийцы (0,12 %). Белое население — главным образом немецкого (33,75 %), ирландского (14,4 %), английского (14,1 %), французского (4,4 %), шотландского (4,2 %), голландского (2,5 %) и шведского (2,4 %) происхождения.
По данным на 2004 год, около 149 800 человек (5,5 % населения Канзаса) родились за пределами США.
Динамика численности населения:
- 1950: 1 905 299 чел.
- 1960: 2 178 611 чел.
- 1970: 2 246 578 чел.
- 1980: 2 363 679 чел.
- 1990: 2 477 574 чел.
- 2000: 2 688 418 чел.
- 2010: 2 853 116 чел.[11]
- 2020: 2 940 865 чел.[1]

## Экономика
ВНП (на душу населения): $35013 (2008). Промышленность: авиационная (самолетостроение), машиностроение (транспортное оборудование), нефте- и газодобывающая, нефтеперерабатывающая, горнодобывающая, пищевая (мясоконсервная, мукомольная), издательская, химическая, лёгкая. Сельское хозяйство: скотоводство (крупный рогатый скот, свиноводство); растениеводство (пшеница, кукуруза, сорго, люцерна, овёс, соя, хлопок), мясомолочная. Сфера услуг: туризм, финансовые, торговля.

## Культура
В Канзасе жила Дороти Гейл из сказочного цикла «Удивительный волшебник из страны Оз» и Элли Смит из повести «Волшебник Изумрудного города».
Здесь же происходят события мультсериалов «Кураж — трусливый пёс» в городе Нигде (англ. Nowhere), расположенном в сердце Канзаса, и «Мистер Бампи».